# Arne Benary
Arne Benary (* 10. Februar 1929 in Greifswald; † 10. Oktober 1971) war ein deutscher Wirtschaftswissenschaftler und Vertreter des Neuen Ökonomischen Systems in der DDR.

## Leben
Benary studierte Wirtschaftswissenschaften an der Universität Leipzig, war seit 1954 Oberassistent an der Wirtschaftswissenschaftlichen Fakultät und folgte 1955 seinem Lehrer Friedrich Behrens an das Institut für Wirtschaftswissenschaften der Deutschen Akademie der Wissenschaften. Die Kritik an der bürokratischen zentralistischen Leitung der Wirtschaft und die Befürwortung einer demokratischen sozialistischen Selbstverwaltung, die in dem von ihm und Behrens verfassten Buch "Zur ökonomischen Theorie und ökonomischen Politik in der Übergangsperiode" vertreten wurde, brachten ihm den Vorwurf des Revisionismus und ein Parteiverfahren ein.
1958 wurde er zur „Bewährung in der Produktion“ in das Kabelwerk Oberspree versetzt, wo er sich als Abteilungsleiter für Betriebsorganisation und später ökonomischer Direktor für die Umsetzung des Neuen Ökonomischen Systems der Planung und Leitung der Volkswirtschaft in die Praxis einsetzte. 1959 drängte ihn die SED-Führung zu einem Schuldeingeständnis, in dem Benary sich selbst bezichtigte, „den Interessen der Arbeiterklasse Schaden zugefügt“ zu haben. Nach dem endgültigen Scheitern der wirtschaftlichen Reformbestrebungen in der DDR beging er am 10. Oktober 1971 Suizid. Arne Benary war der Bruder des Musikwissenschaftlers Peter Benary.